# Agatha Vega
Pour les articles homonymes, voir Véga (homonymie).
Agatha Vega, née le 31 octobre 1997 à Caracas (Venezuela), est une actrice de films pornographiques vénézuélienne.
Elle vit à Tenerife depuis 2017.
En 2021, elle remporte le prix de best new performer of the year aux Xbiz Europas et en 2024 celui de best female performer of the year devenant la première non européenne à remporter ce prix.